# Dichondra micrantha
Dichondra à petites fleurs
Espèce
Statut de conservation UICN

 LC  : Préoccupation mineure
Dichondra micrantha, le Dichondra à petites fleurs est une espèce de plantes de la famille des Convolvulacées.